# Christophe Maraninchi
Christophe Maraninchi est un footballeur français né le 17 février 1983 à Toulon. Son poste de prédilection est milieu de terrain.

## Biographie
Christophe Maraninchi est formé à l'AJ Auxerre. Il remporte la Coupe Gambardella en 2000 avec ce club.
Il dispute 40 matchs en 1re division suisse avec le club de Neuchâtel Xamax.

## Carrière
- 2000-2002 : AJ Auxerre  France (réserve)
- 2002-2003 : FC Nantes  France (réserve)
- 2003-2004 : Gazélec Ajaccio  France (D3)
- 2004-2006 : Neuchâtel Xamax  Suisse (D1)
- 2006-2007 : Sporting Toulon Var  France (D3)
- 2007-Nov. 2010 : Hyères Football Club  France (D3, D4)
- 2011-2012 : Toulon-Le Las (D5)
- depuis 2012 : Sporting Toulon Var  France[1]

## Palmarès
- Vainqueur de la Coupe Gambardella en 2000 avec l'AJ Auxerre